# Лятна къпалня „Княз Симеон Търновски“
Лятната къпалня „Княз Симеон Търновски“ е една от софийските къпални. Построена е през 1942 г. в квартал „Коньовица“.
През април 1938 г. Столичната община приема решение да се построи лятна къпалня в квартал „Коньовица“. Цар Борис III изказва желание парите за готвения от Общината подарък за раждането на престолонаследника княз Симеон да бъдат използвани за създаване на развлекателното съоръжение в този беден софийски район.
Лятната къпалня е открита на 26 юли 1942 г. от кмета на София инж. Иван Иванов в присъствието на много официални лица.
Изградена е по проект на архитект Борис Далчев, вече създал лятната къпалня „Княгиня Мария Луиза“ в Борисовата градина. Въпреки че е с по-малък мащаб, къпалнята в „Коньовица“ притежава характерните за него пространствено-стилистични характеристики: хоризонтална разпластеност на нивата и обемите и спокоен и лаконичен силует.
Къпалнята има два басейна. Единият е с размери 50×25 метра и се състои от две части: по-дълбоката (2,5 m) е за опитни плувци, а по-плитката (1,2 – 1,5 m) е за начинаещи. Вторият басейн е създаден за деца и е с размерите 18×6 метра.
Комплексът включва и масивна постройка за гардеробите, в която има и просторен бюфет. По-късно в нея има и баня.
След Деветосептемврийския преврат къпалнята, както и другите обекти, носещи имена на членове на царската фамилия, е преименувана. Новото ѝ име е „Чайка“. Още по-късно къпалнята е унищожена, а на мястото ѝ през 2021 г. е построен магазин от веригата „Лидл“.